# إليهو ييل
إليهو ييل (5 أبريل 1649 - 8 يوليو 1721) كان إداريًا استعماريًا بريطانيًا أمريكيًا وفاعل خير. وعلى الرغم من أنه ولد في بوسطن في ماساتشوستس، إلا أنه عاش في أمريكا فقط حين كان طفلًا، وقضى بقية حياته في إنجلترا وويلز والهند. وبدأ ككاتب ثم ترقى في النهاية إلى رتبة رئيس مستوطنة شركة الهند الشرقية البريطانية في فورت سانت جورج في مدراس. وفي وقت لاحق فقد هذا المنصب بتهمة الفساد والعمل لمصالحه الشخصية واضطر إلى دفع غرامة. وفي عام 1699 عاد إلى بريطانيا بثروة كبيرة تقدر بنحو 200000 جنيه إسترليني، معظمها من بيع الألماس، وقضى وقته وأنفق ثروته في العمل الخيري وجمع الأعمال الفنية. ويشتهر بأنه المتبرع الرئيسي لكلية ييل (الآن جامعة ييل)، والتي سُميت باسمه تكريمًا له، بعد تبرع كبير بالكتب والصور والمنسوجات بناءً على طلب القس كوتن ميذر خريج جامعة هارفارد. وليس لديه أي نسل مباشر في يومنا هذا.

## النشأة
ولد ييل في بوسطن في ماساتشوستس، وكان والده ديفيد ييل (1613-1690) تاجرًا ثريًا من بوسطن ومحاميًا لروبرت ريتش، إيرل وارويك الثاني، وأورسولا نايت؛ وكان حفيد آن ييل (من مواليد لويد)، ابنة المطران جورج لويد، التي تزوجت بالحاكم ثيوفيلوس إيتون (1590–1658) بعد وفاة زوجها الأول توماس ييل الأب (1587-1619). وكان الحاكم إيتون المؤسس المشارك لاثنين من المستعمرات البريطانية الثلاثة عشر، والممثلة على علم الولايات المتحدة، بشكل رئيسي من خلال مستعمرة خليج ماساتشوستس ومستعمرة نيو هيفن، وكان شقيق ناثانيل إيتون، أول مدير في جامعة هارفارد ثم أصبح رئيسها عند تأسيس جامعة هارفارد عام 1636. وكان ابنه صموئيل إيتون عم إليهو مشاركًا في تأسيس هارفارد أيضًا، كونه أحد المؤسسين السبعة لشركة هارفارد، ومجلس الإدارة والميثاق الذي أدرج هارفارد في عام 1650. وكانوا إلى جانب عم إليهو وعمته، توماس ييل جونيور، وآن ييل جونيور، من جلب أسرة إيتون / ييل المعاد تشكيلها إلى أمريكا، بينما بقي أفراد العائلة الآخرون في إنجلترا.
جاء والد إليهو ديفيد ييل لاحقًا من لندن إلى مستعمرة نيو هيفن مع زوج والدته ثيوفيلوس إيتون في عام 1639. وانتقل إلى بوسطن في عام 1641، والتقى وتزوج أورسولا والدة إليهو ييل في عام 1643. وفي عام 1652 غادر إليهو ييل نيو إنجلاند في سن الثالثة ولم يعد أبدًا، حيث أخذ ديفيد ييل عائلته إلى لندن. وعلى الرغم من قلة المعلومات تشير رسالة إلى أن ديفيد ييل ظل تاجرًا ناجحًا واستقر مع عائلته في منطقة التجارة الهانزية «ستيليارد كورت». وفي عام 1662 في سن الثالثة عشرة، التحق إليهو ييل بمدرسة ويليام دوغارد الخاصة، ولكن دوغارد توفي بعد شهور قليلة من التحاق إليهو ييل بمدرسته. ومن المحتمل أن يكون إليهو ييل قد عاش طاعون لندن العظيم، على الرغم من عدم وفاة أحد من عائلته؛ بالإضافة إلى حريق لندن الكبير.

## شركة الهند الشرقية
في عام 1670 عمل إليهو ييل كاتبًا في شركة الهند الشرقية في سن الحادية والعشرين، وعمل في تدريب مهني في لندن في مكتب شارع ليدينهال. ومن المحتمل أن يكون إليهو ييل قد تلقى تدريبًا في مجال الأعمال في مكتب المحاسبة التجاري التابع لوالده، وقد ساعدته صلات والده في الحصول على الوظيفة. وفي العام التالي عام 1671 كان ييل واحدًا من عشرين رجلًا جرى اختيارهم للعمل «ككتاب» في الهند. جرى تكليف اليهو ييل بمبلغ 500 جنيه استرليني بمساعدة والده وشقيقه ديفيد.
خدم ييل في شركة الهند الشرقية لمدة 20 عامًا. وفي عام 1684 أصبح أول رئيس لفورت سانت جورج، وهو موقع الشركة في مدراس (تشيناي الآن) في الهند. ونجح في جمع عدد من العملاء مثل أندرو كوجان وويليام غيفورد. وكان لييل دور فعال في تطوير المستشفى الحكومي العام، ومقره في فورت سانت جورج.
جمع ييل ثروة أثناء العمل في الشركة، إلى حد كبير من خلال عقود سرية مع تجار مدراس، ضد توجيهات شركة الهند الشرقية. وبحلول عام 1692 أدى انتهاكه المتكرر لقواعد شركة الهند الشرقية وإحراجه المتزايد من التربح غير القانوني إلى إعفائه من منصب الحاكم.

## فترة توليه منصب رئيس مدراس
أعيد تعيين إليهو ييل رئيسًا لإدارة فورت سانت جورج في 26 يوليو عام 1687. ثم نفذ أمرًا مؤرخًا في 14 يناير من عام 1685 يطلب إلى الإنجليز في فورت سانت جورج القيام بجميع المحاولات لشراء بلدة سانثوم بعقد إيجار. ولهذا الغرض جرى إرسال شينا فينكاتادري للتفاوض مع الحاكم المحلي في 4 أغسطس عام 1687. وكانت المهمة ناجحة وتولى فينكاتادري السيادة على سانثوم لمدة ثلاث سنوات. وعلى الرغم من الاحتجاجات العنيفة لسكان سانثوم البرتغاليين، فقد اكتسب الإنجليز السيطرة المطلقة على جميع الأراضي حتى جبل سانت توماس لمدة ثلاث سنوات.
في سبتمبر عام 1688 استولى الإمبراطور المغولي أورنكزيب على غولكوندا بعد معركة طويلة. واستولى المغول على سلطنة غولكوندا وضموا الدولة. وأرسل موغال سوبيدار المعين حديثًا في المقاطعة رسالة على الفور إلى السلطات البريطانية في فورت سانت جورج يطالب فيها الإنجليز في مدراس بالاعتراف بسيادة الإمبراطور المغولي. وامتثل الإنجليز لذلك عن طيب خاطر. وضمن أورنكزيب استقلال مدراس، لكنه طالب في المقابل بإمداد من القوات الإنجليزية في حالة نشوب حرب ضد المراثيين. وفي هذا الوقت تقريبًا توفي ديفيد ييل ابن ييل البالغ من العمر ثلاث سنوات، ودُفن في مقبرة مدراس.
تشير سجلات هذه الفترة إلى ازدهار تجارة الرقيق في مدراس. بعد أن بدأ التجار الإنجليز باختطاف الأطفال الصغار وترحيلهم إلى أجزاء بعيدة من العالم، تدخلت إدارة فورت سانت جورج وفرضت قوانين للحد من هذه الممارسة. وفي 2 فبراير عام 1688 أصدر إليهو ييل مرسومًا يفيد بضرورة فحص العبيد من قبل قضاة المعابد قبل نقلهم. وكان نقل الأطفال الصغار على وجه الخصوص غير قانوني. ولا تزال طبيعة تورط ييل في تجارة الرقيق محل جدل. وهناك منشور على مدونة من قبل المرشح للدكتوراه من جامعة ييل حول تاريخ ييل في العبودية يشير إلى أنه سمح بقانون يقضي بضرورة حمل ما لا يقل عن عشرة عبيد على كل سفينة متجهة إلى أوروبا، وبصفته قاضيًا حكم أيضًا في عدة مناسبات على من يُطلق عليهم «المجرمون السود» بالجلد والاسترقاق. ومن ناحية أخرى وفقًا لستيفن بينكوس أستاذ التاريخ السابق بجامعة ييل والأستاذ الحالي في جامعة شيكاغو، لم يكن ييل تاجرًا للعبيد ولم يمتلك عبيدًا أبدًا، وفي الواقع عارض تجارة الرقيق خلال فترة توليه رئاسة مدراس.
أثناء فترة رئاسة ييل وضع جوشيا تشايلد خطة لإنشاء شركة في مدراس، وهو حاكم شركة الهند الشرقية، في رسالة موجهة إلى العاملين في مدراس في 28 سبتمبر عام 1687. وبعد ثلاثة أشهر قابل تشايلد ونائبه الملك جيمس الثاني، ووفقًا للمناقشات التي تلت ذلك أصدر الملك ميثاقًا في 30 ديسمبر عام 1687 لتأسيس شركة مدراس. ودخل الميثاق حيز التنفيذ في 29 سبتمبر عام 1688، وأنشئت شركة تضم عمدة، و12 عضو مجلس محلي، و60-100 من البورغيس، ورقباء. وتولى ناثانيال هيغينسون منصب عمدة مدراس، الذي كان آنذاك العضو الثاني في مجلس فورت سانت جورج.
في أغسطس عام 1689 ظهر أسطول فرنسي بالقرب من ساحل سيلان ما اضطر حاكم بلكات لورانس بيت للسفر لطلب الحماية داخل معاقل فورت سانت جورج. وطوال عام 1690 دمرت السفن البحرية الفرنسية من بونديشيري الساحل من أجل طرد الإنجليز والهولنديين من جزر الهند الشرقية لكنها لم تنجح. وانسحبوا في النهاية من مشروعهم عندما واجهوا خسائر فادحة. وخلال هذا الوقت أيضًا اشترى الإنجليز بلدة تيغناباتنام من المراثيين.